# Fairchild Model 24
Fairchild Model 24, také známý jako Fairchild Model 24 Argus/UC-61 Forwarder nebo Fairchild Model 24 Argus byl americký cvičný, sportovní a turistický hornoplošník z 30. let 20. století. Ve třicátých a čtyřicátých letech patřilo mezi velmi oblíbené, pričemž se vyznačovalo ekonomickým provozem a lehkou ovládatelností. Letadlo využívalo mnoho hollywoodských hvězd včetně Roberta Taylora, Tyrona Powera, Mary Pickfordové a Jamese Stewarta.
Původně se jednalo o letoun určený pro civilní účely, ovšem v průběhu 30. let se začaly vyrábět různé obměny, a to i pro účely vojenské jako spojovací a lehký transportní. Američané tyto vojenské letouny nazývali UC-61 Forwarder a Britové, kteří tento stroj získali za války v rámci Zákona o půjčce a pronájmu, ho označili jako Argus. Po druhé světové války létaly tyto stroje i v Československu, kde byly označeny jako K-74.

## Vznik a vývoj
Model 24 poprvé vzlétl v roce 1932 a ještě v tomtéž roce se začal sériově vyrábět. Výroba probíhala do roku 1948 a společnost Fairchild vyrobila více než 1500 strojů tohoto typu a dalších 280 bylo vyrobeno společností Temco (Texas Engineering & Manufacturing Company), která po druhé světové válce odkoupila od Fairchild výrobní práva. Celkově tak sjelo z výrobní linky více než 1800 letadel Fairchild 24.

## Konstrukce

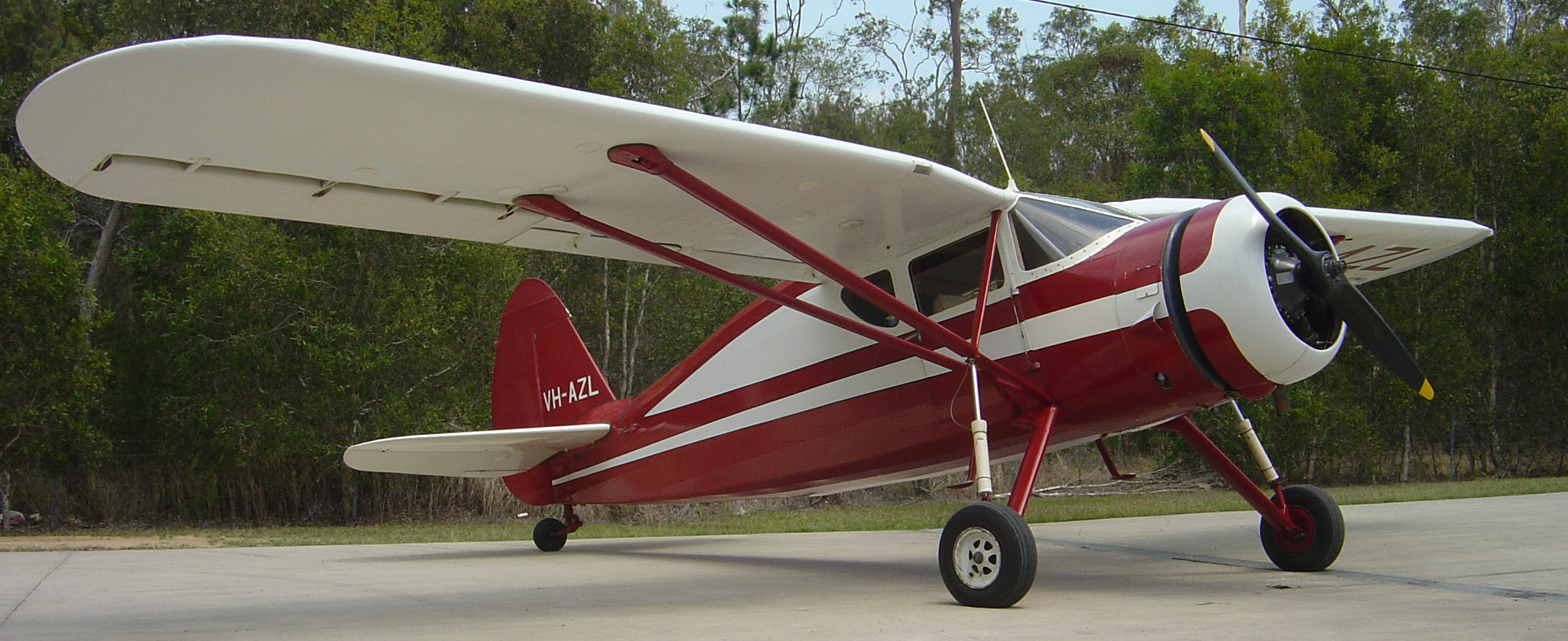
Australský Fairchild 24 Argus

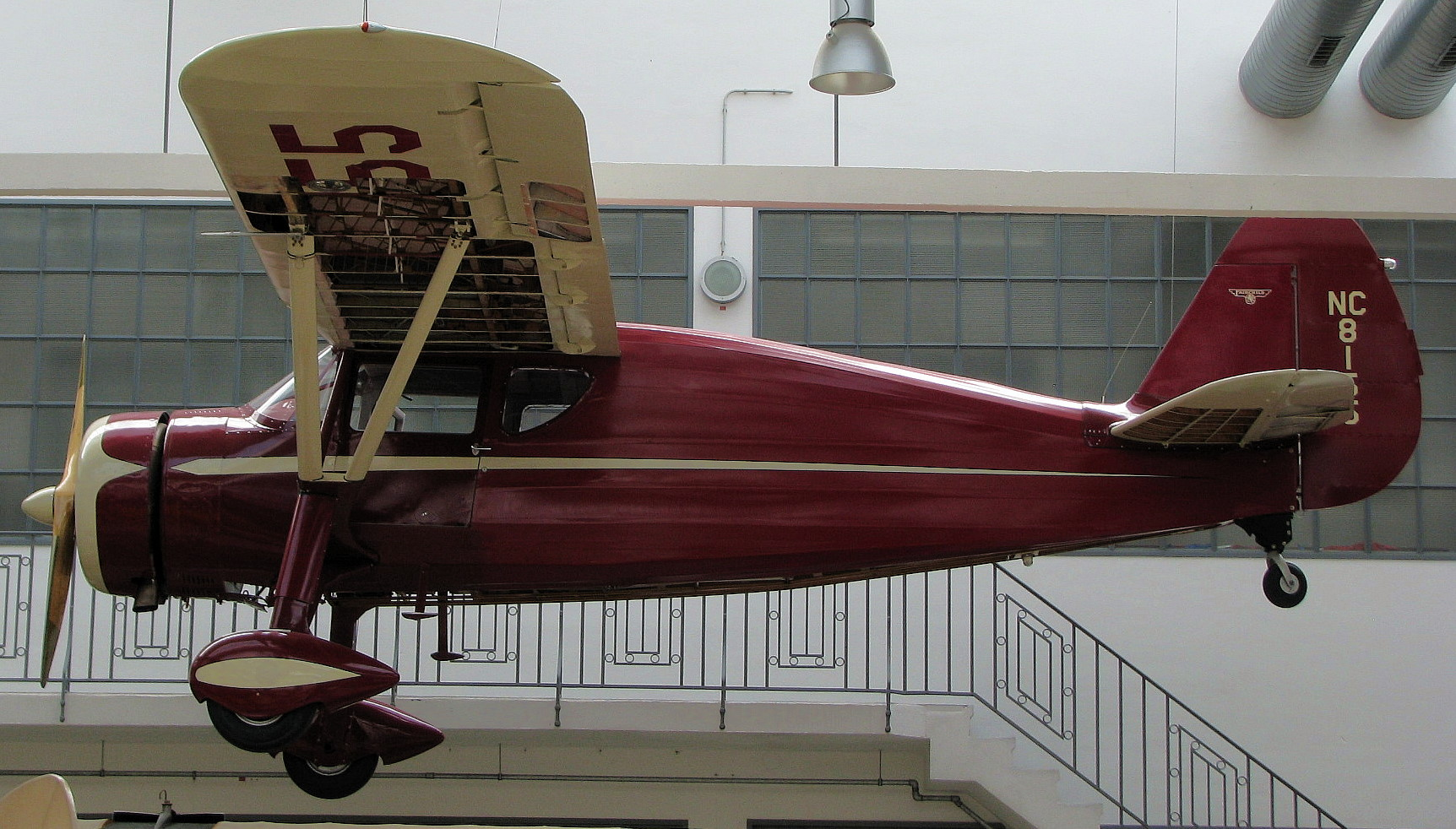
Fairchild F.24 vystavený v expozici Flugwerft Schleißheim

Fairchild 24 je hornoplošník s rozpětím křídel 11 m. Drak letadla se skládá ze svařených ocelových trubek a dřevěných lišt, které jsou pokryty látkou.
Tento model představoval ve srovnání s předchozími typy radikální krok, kterým se firma Fairchild snažila získat co největší podíl v sektoru soukromých pilotů. Interiér byl navržen slavným americkým průmyslovým a automobilovým designérem Raymondem Loewym. Mezi nejzajímavější prvky patřily okenní kliky se stahovacími okny podobně, jak to bylo běžné u aut. Pohodlná sedadla a mnoho dalších funkcí v automobilovém stylu udělaly z modelu 24 jedno z nejkrásnějších a nejpohodlnějších letadel své doby. Dalším významným prvkem byl robustní podvozek, který umožnil pilotovi modelu 24 přistát i v terénu mimo přistávací dráhy.
Letadla Fairchild 24 byla vyráběna s dvěma různými typy pístových spalovacích motorů, přičemž každý z nich dává témto strojům charakteristický vzhled. Verze F-24W má hvězdicové motory Warner "Super Scarab". Tyto stroje mají díky kruhovému tvaru motoru krátké nosy. Zbývající letadla ve verzi F-24R mají šestiválcové řadové motory Ranger a jsou proto charakteristické svými dlouhými nosy.

## Operační nasazení
Během druhé světové války byla verze UC-61 Forwarder používaná americkými ozbrojenými silami k pobřežnímu hlídkování a jejím úkolem bylo udržet japonské nebo německé ponorky co nejdále od amerického pobřeží. Letadlo mohlo nést dvě pumy o hmotnosti 45 kg a bylo úspěšné v několika konfrontacích s německými ponorkami.

## Uživatelé

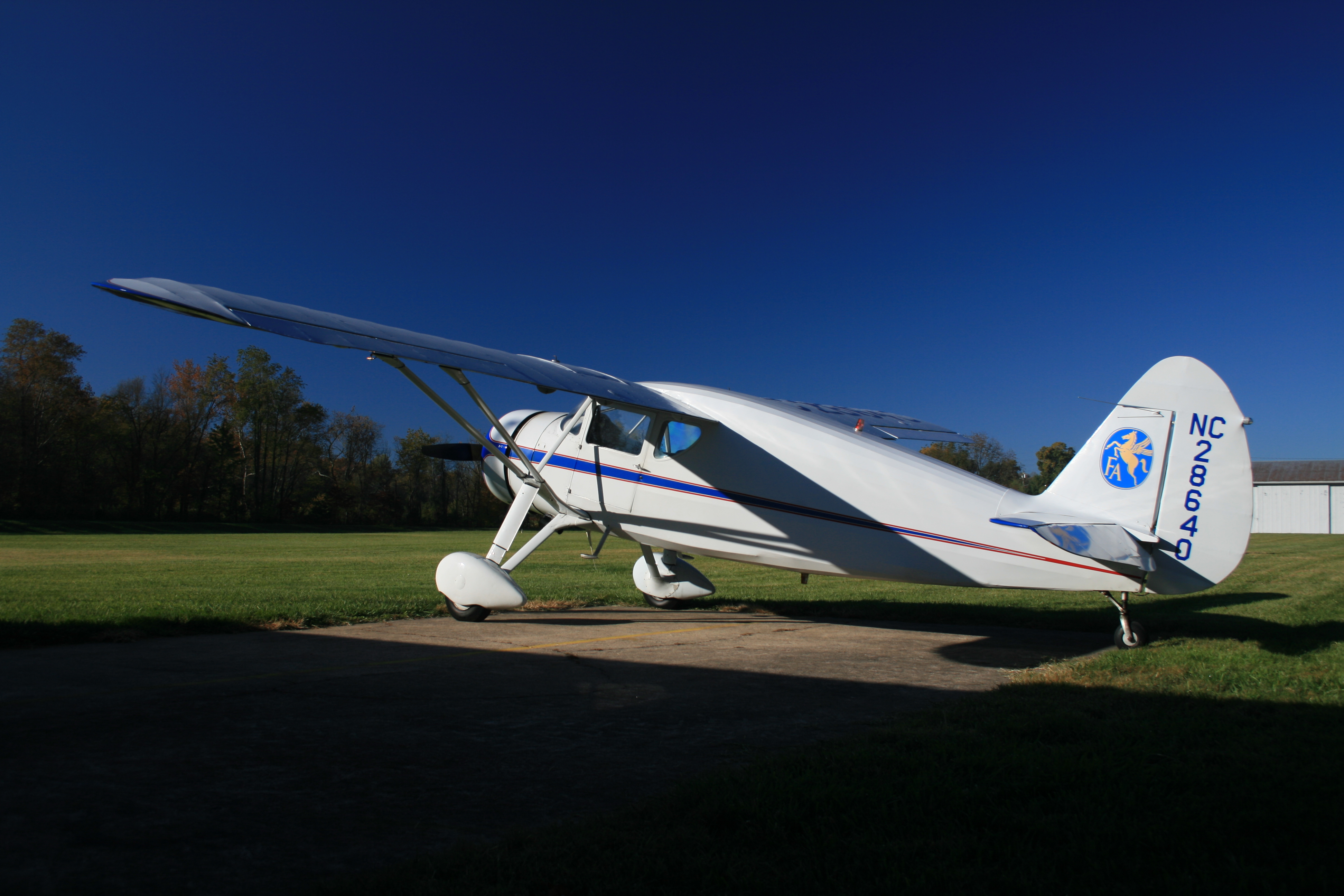
Fairchild 24W-40 s motorem Warner

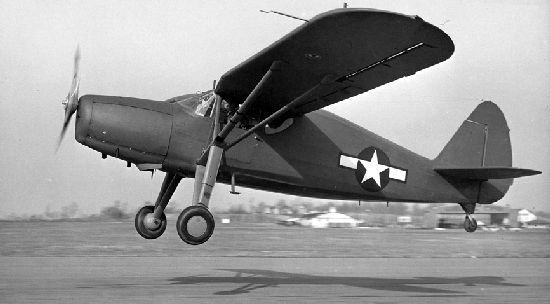
UC-86

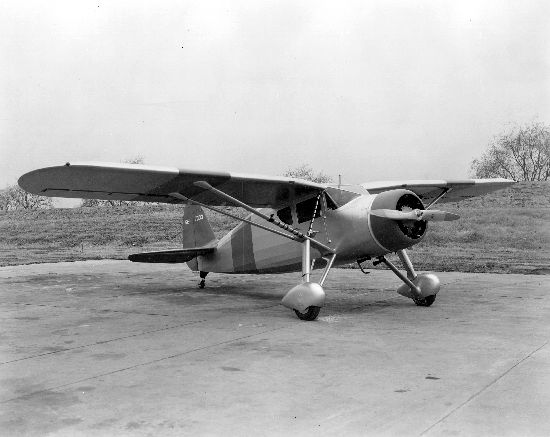
GK-1

Austrálie
Royal Australian Air Force
 Brazílie
Brazilské letectvo
 Československo
Československá lidová armáda
 Finsko
Finské letectvo
 Izrael
Izraelské vojenské letectvo
 Kanada
Kanadské královské letectvo
 Spojené království
Royal Air Force
 Švédsko
Švédské letectvo
 Itálie
Italské letectvo
 Thajsko
Thajské královské letectvo
 USA
United States Army Air Forces
United States Marine Corps
United States Navy
United States Coast Guard

## Specifikace (UC-61)

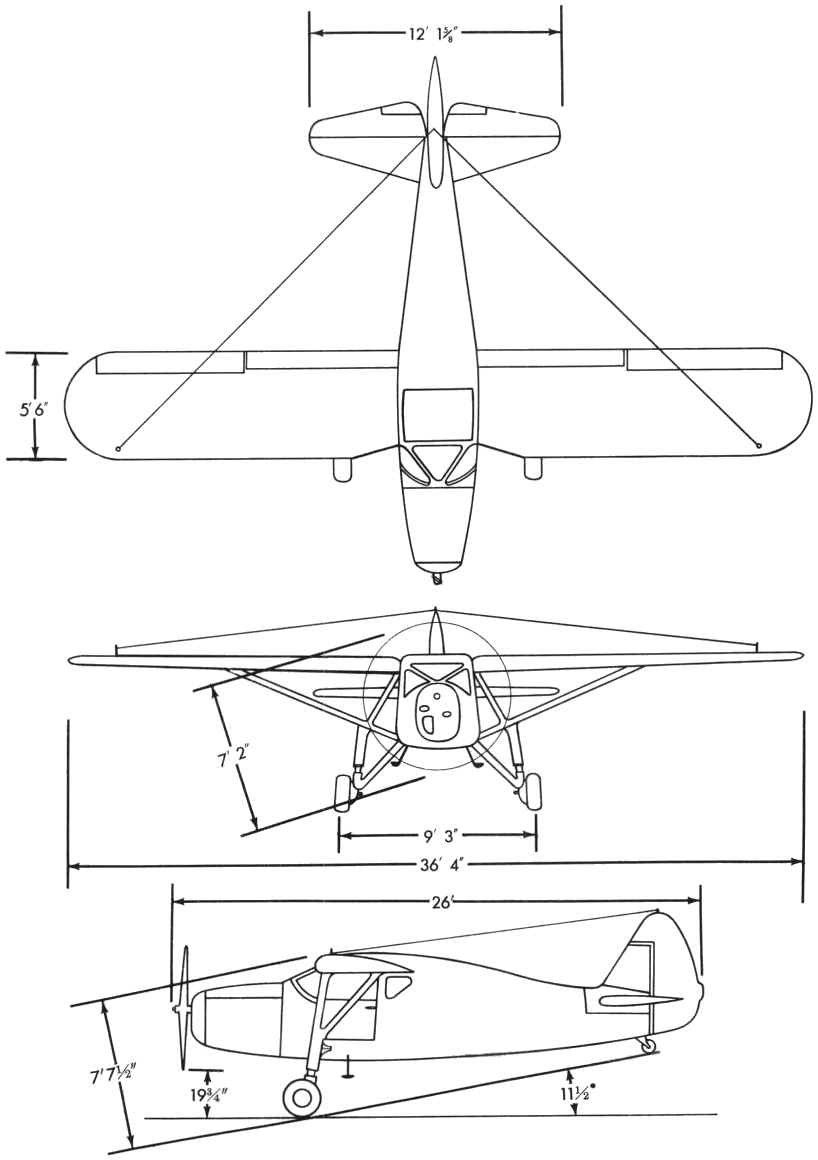
Třípohledový nákres

### Technické údaje
- Osádka: 1
- Kapacita: 3 cestující
- Délka: 7,27 m
- Rozpětí: 11,08 m
- Výška: 2,34 m
- Nosná plocha: 17,9 m²
- Hmotnost (prázdný): 822 kg
- Maximální vzletová hmotnost: 1 307 kg
- Pohonná jednotka: 1 × šestiválcový řadový motor Ranger L-440-5 o výkonu 150 kW

### Výkony
- Maximální rychlost: 200 km/h
- Dolet: 748 km
- Dostup: 3 900 m